# Armigeres seticoxitus
Armigeres seticoxitus is een muggensoort uit de familie van de steekmuggen (Culicidae). De wetenschappelijke naam van de soort is voor het eerst geldig gepubliceerd in 1981 door Luh & Li.